# Молданиязов, Жиенгазы
Жиенгазы Молданиязов (каз. Жиенғазы Молданиязов; 1900 год, село Кызылбулак — 1974 год) — старший чабан колхоза «Жанатан» Байганинского района Актюбинской области, Казахская ССР. Герой Социалистического Труда (1948).
Родился в 1900 году в крестьянской семье в селе Кызылбулак (сегодня — Байганинский район). С 1928 года трудился чабаном в сельскохозяйственной артели «Жанатан», позднее преобразованную в одноимённый колхоз Байганинского района. В 1941 году был призван на фронт. После демобилизации возвратился в родной колхоз, где был назначен старшим чабаном.
В 1947 году бригада Жиенгазы Молданиязова вырастила 121 ягнят от каждой сотни овцематок. Указом Президиума Верховного Совета СССР от 23 июля 1948 «за получение высокой продуктивности животноводства в 1947 году при выполнении колхозом обязательных поставок сельскохозяйственных продуктов и плана развития животноводства» удостоен звания Героя Социалистического Труда с вручением ордена Ленина и золотой медали «Серп и Молот».
Скончался в 1974 году.